# М-107 (двигун)
М-107 (з 8 березня 1944 року — ВК-107) — радянський авіаційний поршневий двигун конструкції В. Я. Климова. Створений подальшим розвитком двигуна М-105 з форсуванням за обертами.
Розроблявся з березня 1940 року. Серійне виробництво почалося 1942 року. Ряд модифікацій двигуна випускався до кінця 1948 року. Всього було випущено 7902 екземпляра в різних варіантах.
Двигуни ВК-107А постачалися на експорт в Албанію, Угорщину, Китай, Польщу та Югославію.

## Конструкція
Двигун, як і у прототипа, залишався 12-ти циліндровим, V-подібним, з розвалом циліндрів в 60°, отримав редуктор з передавальним відношенням 1: 2. Але були повністю перероблені блоки циліндрів: для збільшення прохідних перетинів клапанів, кожен циліндр мав тепер не три, а чотири клапани — по 2 впускних і випускних. Крім конструкції клапанів зміни зазнали картер, колінвал, шатуни, поршні і ряд інших вузлів, які були посилені, у зв'язку зі збільшенням навантажень, що діють на них. Істотною відмінністю М-107 від попередніх моделей стало те, що на виході з нагнітача частина повітря прямувала безпосередньо в циліндри, минаючи карбюратор, а інша, проходячи через карбюратор, потрапляла до циліндра у вигляді сильно збагаченої суміші. Сам нагнітач оснащувався напрямним апаратом із лопатками Поліковського.

## Модифікації
- М-107 (М-107П);
- М-107НТ;
- М-107А (ВК-107А);
- ВК-107Р — мав нагнітач великої висотності. Даний двигун (ВК-107-Э-30-20) застосовувався для комбінованої силової установки Э-30-20.

## Застосування
Двигуни М-107 (ВК-107) встановлювались на серійних літаках Як-3, Як-9, І-250(Н), Пе-2И (мала серія).

## Експозиція в музеях
Двигун М-107 представлений в експозиціях наступних музеїв:
- музей ВПС, Моніно (Московська область)